# 크로스오버 스래시
크로스오버 스래시(Crossover thrash)는 1980년대 중반 무렵에 나타난 음악 장르 중 하나이다. 스래시 메탈보다 더 많은 하드 코어 펑크의 요소가 포함되어 있으며, 펑크와 메탈을 크로스오버해서 생긴 장르이다. 또한 비슷한 스타일로 슬래시 코어 (패스트 코어)이라는 장르도 존재하지만 경계는 매우 모호하다.